# Бажиев, Нурди Нануевич
Нурди Нануевич Бажиев (чечен. БажиевгIеран Нануй воI Нурди; ? — ум. 18 августа 1997) — чеченский военный деятель и деятель органов внутренних дел, заместитель Министра внутренних дел Чеченской Республики Ичкерия, участник первой российско-чеченской войны (1994—1996), бригадный генерал (ЧРИ).

## Биография
В правительстве Масхадова Нурди Бажиев занимал должность заместителя министра внутренних дел. Он пользовался авторитетом как один из известных участников первой российско-чеченской войны. Носил звание бригадного генерала ЧРИ. Он погиб в результате неосторожного обращения с оружием 18 августа 1997 года. После его смерти должность заместителя министра внутренних дел перешла к его брату Насрудди.

"У Нурди Бажиева вторым номером, подносящим снаряды, был ополченец по имени Дока. Когда Нурди около Президентского дворца подбил танк, оттуда полезли российские солдаты и чеченские оппозиционеры. Один из оппозиционеров взмолился: «Оставь меня, ради „Доки“ (святого устаза)». Нурди с недоумением взглянул на свой «второй номер». — Ты его знаешь? — Нет, — ошарашенно отвечал Дока. — Тогда — «огонь!» — приказал Нурди".
— Из книги Аллы Дудаева "Миллион первый"
По версии Владимира Воронова, Бажиев наряду с Арби Бараевым был причастен к похищению журналистов ОРТ — Перевезенцева и Тибелиуса, Богатырева и Черняева, итальянца Галлигани, а также к похищению ряда других людей.